# مقاطعة فرانكلن (آيوا)
مقاطعة فرانكلن (بالإنجليزية: Franklin County)‏ هي إحدى مقاطعات ولاية آيوا في الولايات المتحدة الأمريكية.